# Michaelskloster (Paderborn)

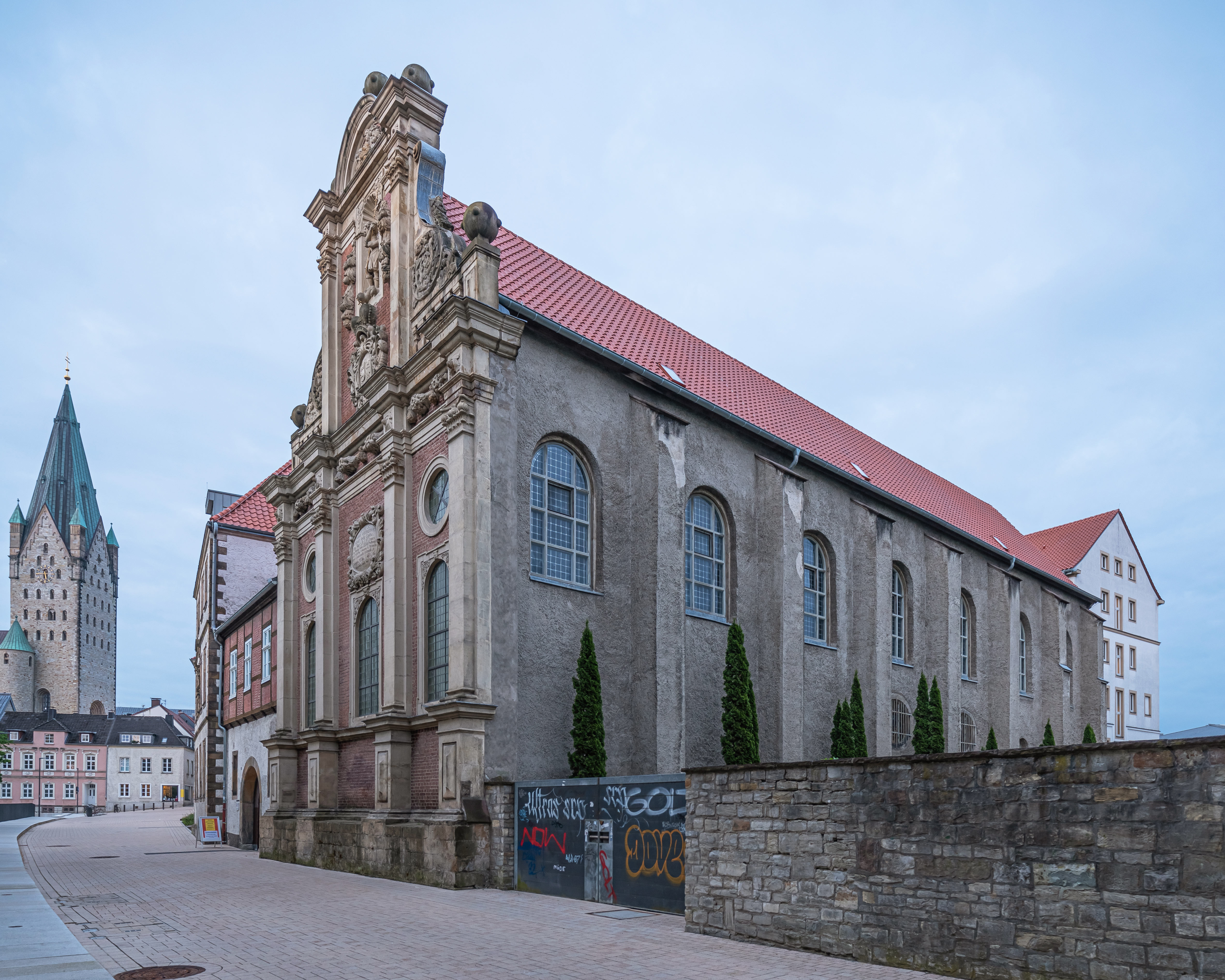
Die Kirche des Michaelsklosters

Das Michaelskloster ist ein Kloster in Paderborn in Nordrhein-Westfalen. Die Klosterkirche steht unter Denkmalschutz. Im Jahr 2012 übergab der Orden der Augustiner-Chorfrauen das Gymnasium St. Michael und die Realschule St. Michael in die Trägerschaft des Erzbistums Paderborn. Die erhaltene Fassade der Klosterkirche gilt als wichtiges Zeugnis des flämischen Barocks.

## Klostergeschichte

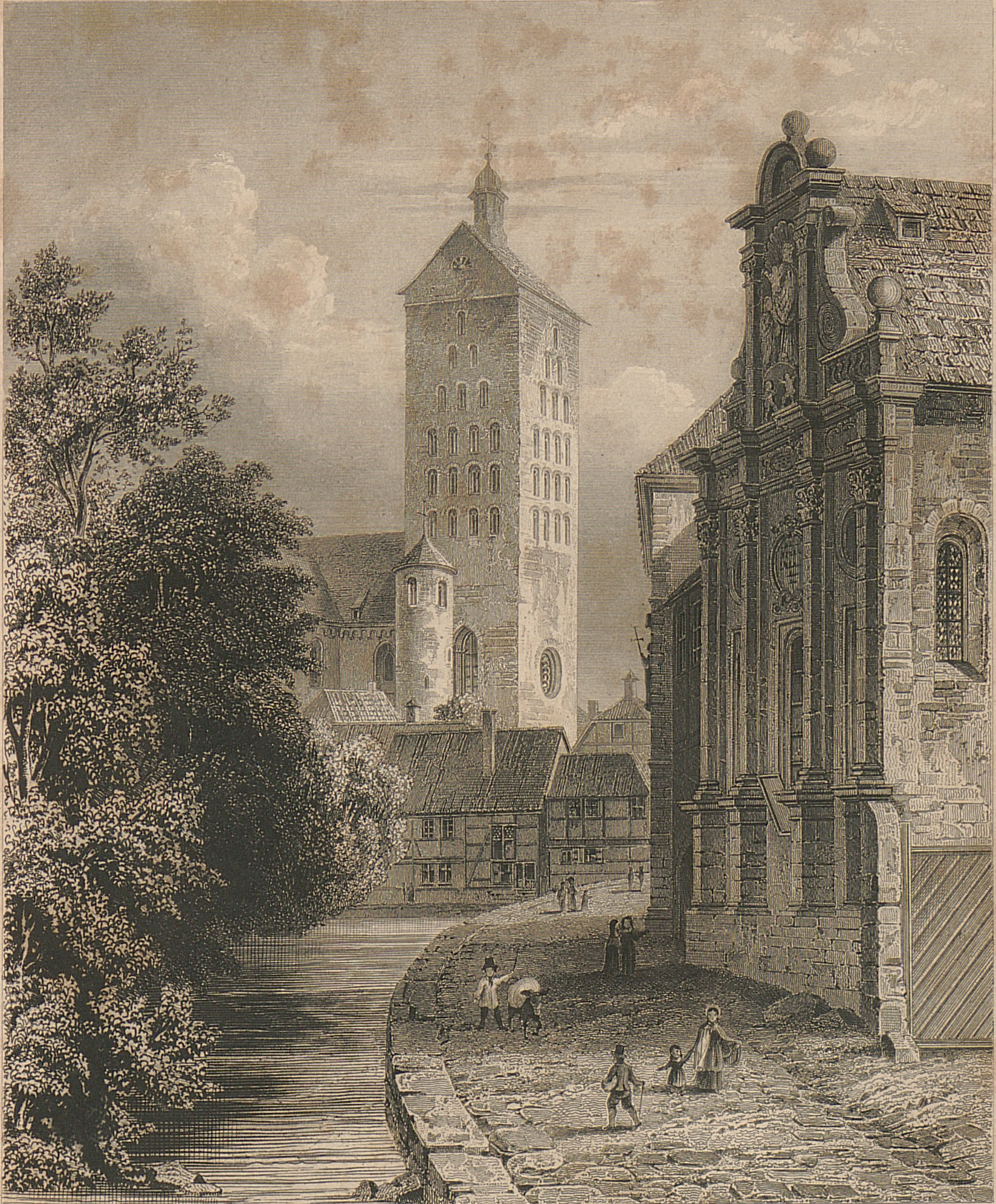
Kirche des Michaelisklosters, Ansicht aus der Zeit vor 1844

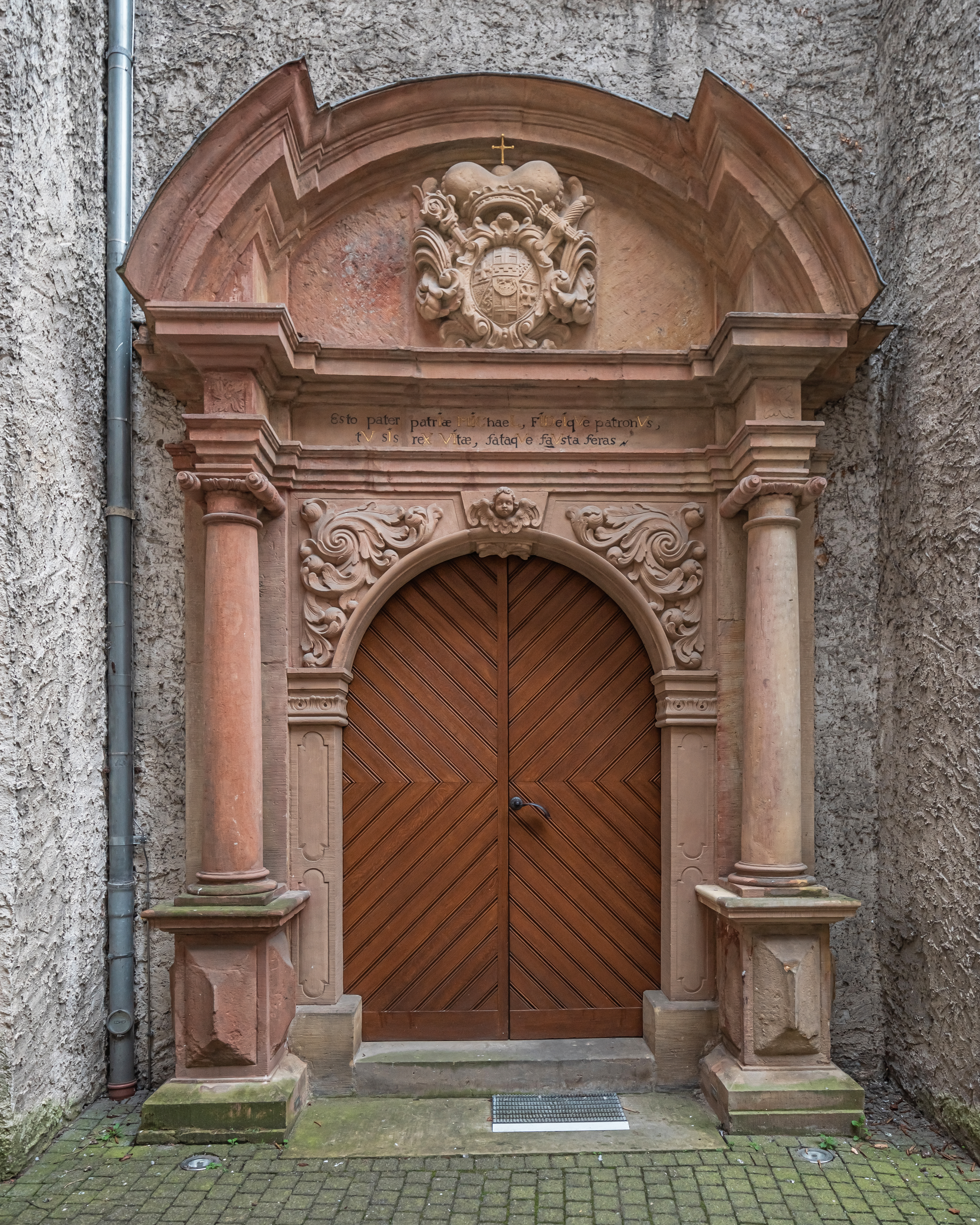
Portal der Kirche

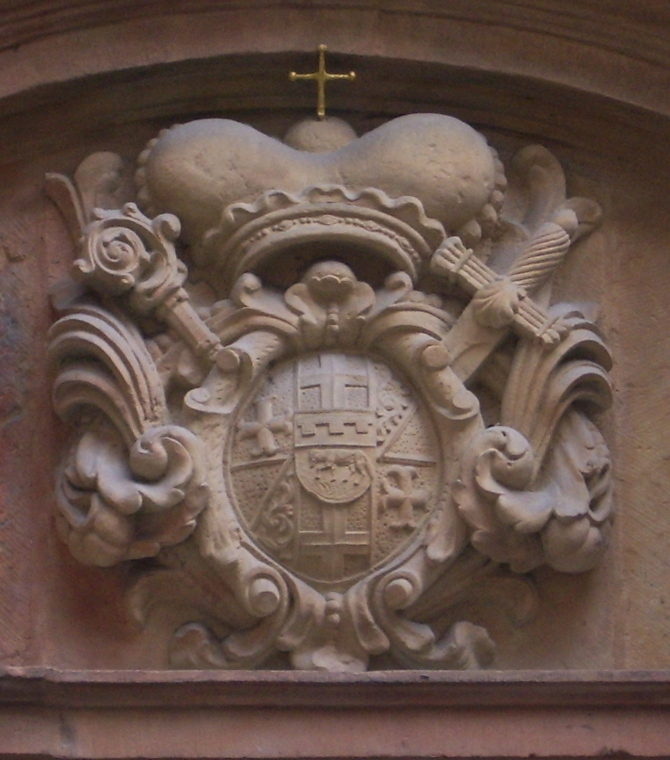
Wappenstein mit Wappen des Hermann Werner von Wolff-Metternich zur Gracht

### Frühe Neuzeit
Im Dezember 1597 teilten Alix Le Clerc und vier Gleichgesinnte der Gemeinde in Mattaincourt (Lothringen) mit, dass sie eine religiöse Gemeinschaft gründen wollten mit dem Ziel, alles mögliche Gute zu tun. Pierre Fourier übertrug 1598 dieser Gruppe die Aufgabe, Mädchen und jungen Frauen aller Schichten kostenlos Unterricht zu erteilen und sie zu erziehen. Die erste Schule wurde im Juli in Poussay eröffnet. Der Orden der Augustiner Chorfrauen CBMV wurde im August 1628 gegründet und vom Papst bestätigt. Während des Dreißigjährigen Krieges flohen vier Chorfrauen von Lothringen nach Münster und fanden hier neue Aufgaben.
Fürstbischofs Dietrich Adolph von der Recke erwirkte im März 1658 die Neugründung, es wurde eine Schule eröffnet. Die Schwestern zogen 1669 nach Paderborn in ein direkt an der Pader gelegenes Haus. Fürstbischof Ferdinand von Fürstenberg machte es ihnen zum Geschenk, sie richteten es als Kloster ein und weihten es dem hl. Joseph. Das Kloster und die Kirche wurden 1698 neu gebaut, der Fürstbischof Hermann Werner von Wolff Metternich verfügte das Patrozinium des Erzengels Michael.

### 19. und 20. Jahrhundert
Als einziges Kloster in Westfalen entging das Paderborner Michaelskloster 1802 der Säkularisation, da es eine der Stiftungen war, die sich nur dem öffentlichen Unterricht widmete. Während des Kulturkampfes im Jahr 1878 wurden die Schwestern ausgewiesen, die preußische Regierung hob das Kloster auf. Das Kloster wurde 1925 in Hagen neu gegründet.
Die Nationalsozialisten schlossen 1939 die Schule. Bei einem Bombenangriff auf Paderborn wurden die Gebäude 1945 zerstört. Die Schule wurde bis 1946 wieder aufgebaut und neu eröffnet, trug seit 1949 die Bezeichnung Privates neusprachliches Mädchengymnasium St. Michael und seit 1950 Private Realschule St. Michael. Nach der Auflösung des Konventes St. Hildegard in Hagen schlossen sich fünf Schwestern dem Konvent in Paderborn an.

## Architektur der Klosterkirche
Der einfache Kirchensaal ist verputzt und im Innenraum mit einem Kreuzgratgewölbe ausgestattet. Die Chorgiebelfassade wurde aus Backstein gemauert, sie wirkt in den schweren Formen des Flämischen Barock. Die Dekore und die Pilastergliederung wurden aus Werkstein gearbeitet. Die Bauleitung beim Bau der Fassade oblag dem bekannten Barockbaumeister Ambrosius von Oelde. Die Schauwand ist den örtlichen Gegebenheiten meisterlich angepasst. Die Front ist nicht die Eingangsseite, sondern die östliche Wand der Kirche. Sie steht vor dem Chor, der Straße zugewandt. Auffällig sind die kolossalen Pilaster mit den Kompositkapitellen. Drei große Fenster und zwei Okuli gliedern die Wand, das Gebälk darüber ist gekröpft. In der mittleren Zone steht in einer Nische eine Figur des Michael, die Akanthusvoluten an den Seiten schwingen sich über eine Attikabalustrade nach oben. Durch die Art der Anlage suggeriert die Fassade eine Dreischiffigkeit, obwohl die Kirche nur ein Schiff besitzt. Der Wechsel der Baumaterialien Sandstein und Ziegel zeigen den flämischen Einfluss. Auf der Mittelachse der Front prangt ein großes Wappen des Fürstbischofs. Das Gebäude wurde nach einer Bezeichnung 1696 im Auftrag des Fürstbischofs Hermann Werner von Wolff-Metternich von Ambrosius von Oelde errichtet, die Weihe erfolgte 1697. Im Jahr 1895 wurde an der Westseite ein neuer Nonnenchor angebaut und ausgestattet. Der Giebel wurde 1970 teilweise erneuert.

## Ausstattung
- Eine Muttergottesfigur wurde vor 1715 geschnitzt, die anderen beiden sind Arbeiten vom dritten Drittel des 17. Jahrhunderts.
- Das Altarkreuz wurde am Anfang des 18. Jahrhunderts angefertigt.[7]

## Alexiuskapelle
Die von 1670 bis 1673 errichtete Alexiuskapelle gehörte ursprünglich zum Kloster Abdinghof. Sie wurde 1863 zusammen mit dem Alexiusgarten vom Kloster gekauft, Garten und Kapelle werden für Konzerte und Andachten genutzt.